# Dust (banda)
Dust fue una banda de rock norteamericana cuya actividad se desarrolló a comienzos de los años 70.

## Historia
Dust fue fundada en 1969 por Richie Wise junto a dos adolescentes, Kenny Aaronson y Marc Bell. El productor y representante del trío, Kenny Kerner, también escribía las letras de las canciones. Publicaron su álbum debut en 1971 con Kama Sutra Records, seguido de un segundo trabajo, Hard Attack, publicado por el mismo sello el año siguiente. Mientras Wise escribía letras para un tercer álbum, la banda se separó debido a la falta de promoción.
Aunque el grupo publicó solo dos álbumes, estos se convirtieron más tarde en un preciado objeto para los coleccionistas de heavy metal debido en parte, a la trayectoria posterior de sus componentes. Ambos álbumes se reeditaron en un doble CD y doble vinilo en abril de 2013.

## Proyectos posteriores
Wise y Kerner centraron su actividad profesional en la producción. Trabajaron entre otros con Kiss, a quienes produjeron sus dos primeros álbumes.
Por su parte, Bell se unió a Estus con los que grabó su álbum homónimo en 1973. A mitad de los 70 se unió a Richard Hell & the Voidoids, con los que grabó su primer álbum, Blank Generation). En 1978, reemplazó a Thomas Erdelyi en los Ramones, adoptando desde entonces el nombre artístico de Marky Ramone. Con The Ramones fue incluido en el Salón de la Fama del Rock and Roll en 2001 y recibió un Grammy a toda su carrera artística en 2011. También actuó con Marky Ramone and the Intruders, The Ramainz, Marky Ramone & the Speedkings, Teenage Head, the Misfits y Marky Ramone's Blitzkrieg.  Colaboró en los trabajos que publicaron en solitario sus compañeros Dee Dee Ramone y Joey Ramone. 
Kenny Aaronson se unió a Stories, que alcanzó el éxito con el sencillo "Brother Louie". Más tarde actuó o grabó con artistas de la talla de Edgar Winter, Joan Jett and the Blackhearts, Bob Dylan, Billy Idol, Billy Squier, Foghat, HSAS (Sammy Hagar, Neil Schon, Kenny Aaronson, Michael Shrieve), Brian Setzer, Mick Taylor, Dave Edmunds, Graham Parker, Hall and Oates, Leslie West Band, Rick Derringer, Blue Öyster Cult, Michael Monroe, Brian Setzer, Dana Fuchs, John Eddie, Mountain, Robert Gordon, Joe Cocker, Corky Laing, the Satisfactors, the Yardbirds, Richard Barone y New York Dolls.

## Miembros
- Richie Wise - guitarra y vocalista
- Kenny Aaronson - bajo
- Marc Bell - batería

## Discografía

### Álbumes de estudio
- Dust (1971, Kama Sutra Records)
- Hard Attack (1972, Kama Sutra Records)

### Recopilatorios
Hard Attack/Dust (2013, Legacy Recordings)